# Beyrède-Jumet-Camous
Beyrède-Jumet-Camous é uma comuna francesa na região administrativa da Occitânia, no departamento dos Altos Pirenéus. Estende-se por uma área de 19.19 km², e possui 221 habitantes, segundo o censo de 2018, com uma densidade de 12 hab/km².
Foi criada, em 1 de janeiro de 2019, a partir da fusão das antigas comunas de Beyrède-Jumet e Camous.